# Pression constante (série télévisée)
 (juin 2025).
Pression constante (en anglais Full Court Press) est une série documentaire sportive télévisée américaine développée pour ESPN+. Produite par Omaha Productions et Words & Pictures en partenariat avec ESPN+, la série met en scène des joueuses de basket-ball universitaire. Sortie le 11 mai 2024, la première saison mettait en vedette Caitlin Clark, Kamilla Cardoso et Kira "Kiki" Rice. Une deuxième saison, avec Hannah Hidalgo, Flau'jae Johnson et Kiki Iriafen, a été annoncée pour être diffusé en mai 2025.

## Développement
En collaboration avec ESPN+, la première saison a été produite par la société de production de Peyton Manning, Omaha Productions, et Words & Pictures,. Manning et Clark étaient les producteurs exécutifs de la série,. Dans une interview sur The Pat McAfee Show, Manning a expliqué que pendant le montage de Quarterback, l'équipe d'Omaha Productions a discuté de la possibilité de travailler sur une série similaire relative au basket-ball féminin,. Lors de la pré-production, c'est Clark qui a insisté pour que la docu-série inclue d'autres joueurs universitaires plutôt que de se concentrer uniquement sur sa dernière saison. Kristen Lappas a réalisé la première saison de la série.
La première saison mettait en vedette Caitlin Clark, Kamilla Cardoso et Kiki Rice au cours de leur carrière de basket-ball féminin en division I de la NCAA, en particulier la saison 2023-24. Clark et Cardoso ont joué au cours de leurs dernières saisons avec les Hawkeyes de l'Iowa et les Gamecocks de la Caroline du Sud, respectivement. Pendant ce temps, des images de Rice la montraient lors de sa deuxième saison avec les Bruins de l'UCLA.

## Production
Annoncé le 18 mars 2024, les deux premiers épisodes de la série ont été diffusés le 11 mai 2024 sur ESPN+ et ABC, Les épisodes trois et quatre ont été diffusés le lendemain. La série était disponible en streaming sur Hulu du 14 mai au 12 juin.
Le 10 mars 2025, ESPN a annoncé que la série reviendrait pour une deuxième saison, réalisée par Nikki Spetseris et à nouveau produite par Omaha Productions et Words + Pictures. Prévue pour être diffusée le 3 mai, la deuxième saison comportera quatre épisodes et mettra en vedette Hannah Hidalgo, étudiante en deuxième année, Flau'jae Johnson, étudiante en troisième année, et Kiki Iriafen, étudiante diplômée, pendant la saison de basket-ball NCAA 2024-25.

## Galerie photo
|               |
| Caitlin Clark |

|                 |
| Kamilla Cardoso |

|           |
| Kiki Rice |

|                |
| Hannah Hidalgo |

|                 |
| Flaujae Johnson |

## Réception critique
La série obtient une note de 8,3 sur 10 sur un total de 58 notes sur le site IMDB. John Anderson, journaliste au Wall Street Journal, décris la série comme un documentaire soigné, élégant et énergique et que sa diffusion aurait été inimaginable il y a quelques années. Le Chicago Sun Times parle lui d'une série fascinante et inspirante. Pour son épisode Down to Business, la production est nominée puis remporte le prix de la meilleure production 2024 au Women's image network awards 2024.